# Пентафосфид самария
Пентафосфид самария — бинарное неорганическое соединение 
металла самария и фосфора
с формулой SmP5,
кристаллы.

## Получение
- Нагревание стехиометрических количеств самария и фосфора:

{\displaystyle {\mathsf {Sm+5P\ {\xrightarrow {700^{o}C}}\ SmP_{5}}}}

## Физические свойства
Пентафосфид самария образует кристаллы
моноклинной сингонии, пространственная группа P 21/m или P 21, параметры ячейки a = 0,4936 нм, b = 0,9508 нм, c = 0,5411 нм, β = 102,9°, Z = 2
.
Соединение разлагается при температуре 700°С
.